# Тензин, Лобсанг
Лобсанг Тензин (род. 5 ноября 1939) — тибетский эмигрантский политический и религиозный деятель, премьер-министр (калон трипа) Правительства Тибета в изгнании в Дхарамасле, Индия, в 2001—2011 годах. Был избран на свою должность в 2001 году во время первых демократических выборов в тибетской диаспоре. Является близким другом Далай-ламы XIV.
Родился в Йоле, восточный Тибет. В пятилетнем возрасте был идентифицирован как четвёртая реинкарнация Самдхонг Ринпоче (один из тибетских религиозных титулов) и передан в монастырь Гаден Деченлинг в Йоле. Два года спустя он принял монашеский обет и начал религиозное обучение в монастыре Дрепунг в Лхасе, завершив его в буддийской школе мадхъямакского толка. В 1959 году был вынужден бежать из Тибета вместе с Далай-ламой.
С 1960 года работал учителем в тибетских религиозных школах в Индии — сначала в Шимле, а затем в Дарджилинге. С 1965 по 1970 годы был директором тибетской школы в Далхуси, с 1971 по 2001 годы возглавлял Центральный институт тибетских исследований в Бенаресе. Считается одним из крупнейших современных тибетских буддийских учёных, также является авторитетным специалистом по учению Махатмы Ганди. Свободно говорит на хинди и английском.
В 1991 году был назначен Далай-ламой членом Ассамблеи тибетских народных депутатов, а позже был единогласно избран её президентом. С 1996 по 2001 год избирался депутатом тибетского парламента в изгнании от провинции Кхам и вскоре стал его президентом.
В 2000 году Далай-лама решил, что тибетская диаспора должна иметь возможность избирать своих руководителей, и в июле 2001 года Лобсанг Тензин получил на выборах 29000 голосов, то есть в общей сложности 84 %. С 2001 года он много путешествовал, стремясь получить поддержку деятельности тибетского правительства в изгнании и уведомлять о предложении Далай-ламы вести переговоры об автономии с китайским правительством.